# アルフレッド・クロスビー
アルフレッド・クロスビー（Alfred Worcester Crosby, Jr., 1931年1月15日 - 2018年3月14日） は、アメリカ合衆国の歴史学者。専門は、アメリカ史、生態学的歴史学（Ecological History）。
ボストン生まれ。ハーヴァード大学卒業後、ボストン大学で博士号取得。テキサス大学オースティン校名誉教授であった。

## 著書
- America, Russia, Hemp, and Napoleon: American Trade with Russia and the Baltic, 1783-1812, (Ohio State University Press, 1965).
- The Columbian Exchange: Biological and Cultural Consequences of 1492, (Greenwood Pub. Co, 1972).
- Epidemic and Peace, 1918, (Greenwood Press, 1976).
- Ecological Imperialism: the Biological Expansion of Europe, 900-1900, (Cambridge University Press, 1986, 2nd ed., 2004).

佐々木昭夫訳『ヨーロッパ帝国主義の謎――エコロジーから見た10～20世紀』（岩波書店, 1998年／文庫化に際し2004年の「第2版への序文」（川北稔訳）を追加し、改題『ヨーロッパの帝国主義――生態学的視点から歴史を見る』ちくま学芸文庫, 2017年）
- The Columbian Voyages, the Columbian Exchange, and Their Historians, (American Historical Association, 1987).
- America's Forgotten Pandemic: the Influenza of 1918, (Cambridge University Press, 1989, 2nd ed., 2003).

西村秀一訳『史上最悪のインフルエンザ――忘れられたパンデミック』（みすず書房, 2004年）
- Germs, Seeds & Animals: Studies in Ecological History, (M.E. Sharpe, 1994).
- The Measure of Reality: Quantification and Western Society, 1250-1600, (Cambridge University Press, 1997).

小沢千重子訳『数量化革命――ヨーロッパ覇権をもたらした世界観の誕生』（紀伊國屋書店, 2003年）
- Throwing Fire: Projectile Technology through History, (Cambridge University Press, 2002).

小沢千重子訳『飛び道具の人類史――火を投げるサルが宇宙を飛ぶまで』（紀伊國屋書店, 2006年）